# Åke Cronholm
Åke Cronholm, född 16 maj 1915 i Västra Blekan, Sundals-Ryrs församling, Älvsborgs län, död 6 juni 1978 i Lidingö församling, Stockholms län, var en svensk väg- och vattenbyggnadsingenjör.
Cronholm, som var son till ingenjör Axel Cronholm och Hulda Åhgren, avlade studentexamen i Göteborg 1934 och utexaminerades från Chalmers tekniska högskola 1939. Han blev ingenjör vid Vattenfallsstyrelsen 1939, vid ingenjörsfirma Kjessler & Mannerstråle 1945 samt var delägare och konsulterande ingenjör där från 1947 (styrelseledamot 1948). Han var styrelseledamot i Svenska betongföreningen 1952–1956, ledamot av Internationella broföreningens permanenta utskott från 1957 och av statens betongkommitté 1956–1960. Han skrev artiklar i facktidskrifter. Åke Cronholm är begravd på Lidingö kyrkogård.